# 阮文雄 (運動員)
阮文雄（1980年5月5日—）出生於越南社會主義共和國清化省，是一名男子運動員。他曾代表國家參加2004年雅典奧運和2008年北京奧運。
阮文雄最初接觸的運動項目是排球，在排球隊因經費解散後轉踢跆拳道，1997年在接觸跆拳道一年後在越南國內賽事中奪得金牌，阮文雄首次參與的國際賽事為1998年亚洲运动会。2004年阮文雄開始打起籃球，2007年受邀加盟喬頓籃球隊，2015年球隊解散，2016年阮文雄加盟西貢熱火，2017年轉戰昇龍勇士。2019年阮文雄加入峴港龍。2020年阮文雄重返昇龍勇士。

## 參賽獲獎
- 於2000年亞洲跆拳道錦標賽獲得亞軍銀牌
- 於2002年亞洲運動會獲得亞軍銀牌
- 於2004年亞洲跆拳道錦標賽獲得冠軍金牌
- 於2006年亞洲跆拳道錦標賽獲得季軍銅牌
- 於2008年亞洲跆拳道錦標賽獲得亞軍銀牌

## 外部連結
- 阮文雄在fiba.basketball（英语）
- 阮文雄在archive.fiba.com（archived）（英语）
- 阮文雄在Eurobasket.com（球員）（英语）
- 阮文雄在TaekwondoData.com（英语）
- 阮文雄在Olympedia（英语）